# Boruca
El boruca (també conegut com a bronka, bronca o brúnkajk) és una llengua ameríndia de la família txibtxa parlada pels boruques, un dels pobles indígenes de Costa Rica. És gairebé extingida. El 1986 només tenia cinc dones que el parlaven amb fluïdesa, endemés de 30-35 persones que el parlaven amb no tanta fluïdesa, mentre que el 2007 només en quedaven 3. És ensenyada com a segona llengua a l'escola primària local Escuela Doris Z. Stone. Hom pot sentir paraules i frases boruca barrejades en converses en espanyol, però és força estrany sentir una conversa perllongada en boruca.

## Gramàtica
Els pronoms personals (la ˇ representa una glotal.)
| Persona | Singular | Plural           |
| ------- | -------- | ---------------- |
| 1a      | át       | diˇ / diˇ rójc   |
| 2a      | bá       | biˇ / biˇ rójc   |
| 3a      | i        | i rójc / iˇ rójc |

Els nombres (la "ṅ" és usada en comptes de "n" amb una "¨" dalt, ja que aquest caràcter no està disponible. Això produeix un so una mica diferent de la n o ñ normal.)
| Nombres | boruca                     |
| ------- | -------------------------- |
| 1       | éˇxe, éˇxi                 |
| 2       | búˇc                       |
| 3       | maṅ                        |
| 4       | bájcaṅ                     |
| 5       | shishcáṅ                   |
| 6       | téshan                     |
| 7       | cúj, cújc                  |
| 8       | éjtaṅ                      |
| 9       | cújtaṅ, éjcuj              |
| 10      | téjcuj, cróshtaṅ, búˇc cúj |